# ادوارد اسمارت
ادوارد اسمارت (انگلیسی: Edward Smart; ۲۳ مهٔ ۱۸۹۱ – ۲ مهٔ ۱۹۶۱) فرد نظامی اهل استرالیا بود.